# Dunajewka (Kaliningrad)
Dunajewka (russisch Дунаевка, deutsch Thierenberg) ist ein erloschenes Dorf im ehemaligen nördlichen Ostpreußen im Rajon Selenogradsk in der russischen Oblast Kaliningrad.

## Geographische Lage
Die Ortschaft liegt in der historischen Region Ostpreußen, nördlich des Frischen Haffs, etwa 16 Kilometer nordnordöstlich der Stadt Primorsk (Fischhausen).

## Geschichte

Thierenberg (Thierenbg.), westnordwestlich von Königsberg und nordnordöstlich der Stadt Fischhausen am Frischen Haff, auf einer Landkarte von 1910

Thierenberg gehörte im Mittelalter zum Bistum Samland. Bischof Kristan von Mühlhausen (1276–1295) begründete das Kammeramt Medenau (heute Logwino) und das Kammeramt Rinau (heute nicht mehr existent) unweit von Pojerstieten (russisch: Kolodzy, ebenfalls nicht mehr existent) im Samland. Aus letzterem gingen die Kirchspiele Thierenberg, Kumehnen (heute Kumatschowo, Rajon Selenogradsk) und Heiligenkreutz (heute Krasnotorowka) hervor, und Thierenberg löste etwa Mitte des 14. Jahrhunderts Rinau als Amtssitz ab, nachdem dieses aufgelöst worden war. Auf dem Standort einer prußischen Festung entstand 1270–1275 eine Burg, für deren Bau der Landmeister Conrad von Tyrberg verantwortlich war, dessen Name auch dem hier entstehenden Kirchdorf übertragen wurde.
Auf einer Anhöhe nahe der Burg entstand bald nach 1330 die Kirche mit dem für die Backsteingotik im Ordensland charakteristischen Treppengiebelturm. Sie galt als eine der ältesten des Samlands. Im Innern gab es einen Altar aus der Zeit 1511–1518 und eine fünfeckige Kanzel von 1581.
Die Burg wurde im 17. Jahrhundert abgebrochen. Aus dem Kammeramt ging das Gut Schloss Thierenberg hervor, zu dem die Vorwerke Dulack (nördlich, existiert nicht mehr), Markehnen und Bärholz (nordöstlich, heute entsprechend Krasnowka und Listopadowka) und Auerhof (östlich, existiert nicht mehr) gehörten. Im 20. Jahrhundert wurde Markehnen mit den Vorwerken Dulack und Bärholz ein selbständiges Gut. Neben dem einstigen Kammergut gab es noch ein adeliges Gut Thierenberg am jenseitigen, südlichen Ufer des Thierenberger Mühlenfließes (heute Mutschnaja). Der Gutsbezirk Schloss Thierenberg wurde am 3. September 1914 aufgelöst.
Thierenberg gehörte zum mittleren Samland im Landkreis Fischhausen, nach dessen Zusammenlegung mit dem Landkreis Königsberg 1939 im Landkreis Samland.
Von den schweren Kämpfen im westlichen Samland im April 1945 blieb das nördlich der Hauptkampflinie gelegene Thierenberg verschont. Nach der Einnahme durch die Rote Armee wurde das Gebiet von der Sowjetunion besatzungsrechtlich in eigene Verwaltung genommen. Nordöstlich von Thierenberg wurde ein Flugplatz angelegt. Das noch kurzzeitig in Dunajewka umbenannte und zunächst auch noch besiedelte Dorf mit seiner Kirche wurde abgetragen, um Baumaterial zu gewinnen. Die meisten Nachbarorte ereilte das gleiche Schicksal. Heute ist das Gebiet um Dunajewka weitgehend Ödland.

### Demographie
| Jahr | Einwohner | Anmerkungen |
| ---- | --------- | --- |
| 1782 | –         | königliches Dorf, mit einer Kirche, einer Wassermühle, einer Windmühle und 16 Feuerstellen (Haushaltungen); ohne das zu Thierenberg eingepfarrte adlige Gut mit sechs Feuerstellen, in bürgerlichem Besitz befindlich |
| 1816 | 135       | davon 110 im königlichen Dorf, 15 bei der königlichen Mühle und zwölf im adligen Schloss |
| 1828 | 299       | davon 174 im Gutsbezirk Schloss Thierenberg und 125 im Dorf |
| 1840 | 217       | davon 205 im Kirchdorf und königlichen Gut sowie zwölf im adligen Gut Schloss Thierenberg |
| 1852 | 261       | Dorf |
| 1858 | 295       | davon 270 im kölmischen Dorf mit der Mühle (269 Evangelische und eine katholische Person) und 25 im Rittergut Thierenberg (sämtlich Evangelische)                                                                     |
| 1864 | 440       | am 3. Dezember, davon 190 im Gutsbezirk Schloss Thierenberg, 198 im Gutsbezirk Klein-Thierenberg und 52 bei der Mühle des Gutsbezirks                                                                                 |
| 1867 | 466       | am 3. Dezember, davon 202 im Gutsbezirk Thierenberg und 264 im Gutsbezirk Schloss Thierenberg |
| 1871 | 497       | am 1. Dezember, davon 219 im Gutsbezirk Thierenberg (218 Evangelische und eine katholische Person) und 278 im Gutsbezirk Schloss Thierenberg (276 Evangelische und zwei Katholiken)                                   |
| 1885 | 556       | am 1. Dezember davon 241 in der Landgemeinde (236 Evangelische und fünf sonstige Christen) und 315 im Gutsbezirk Schloss Thierenberg (313 Evangelische und zwei sonstige Christen)                                    |
| 1910 | 254       | am 1. Dezember, davon 195 in der Landgemeinde und 59 im Gutsbezirk Schloss Thierenberg |
| 1933 | 620       | [ 15 ] |
| 1939 | 622       | [ 15 ] |

### Ordensburg Thierenberg
Thierenberg löste etwa Mitte des 14. Jahrhunderts Rinau als Amtssitz ab, nachdem dieses aufgelöst worden war. Auf dem Standort einer prußischen Befestigung entstand 1270–1275 eine Burg des Deutschen Ordens, für deren Bau der Landmeister Conrad von Tyrberg verantwortlich war, dessen Name auch dem hier entstehenden Kirchdorf übertragen wurde. Die Burg wurde im 17. Jahrhundert abgebrochen. Aus dem Kammeramt ging das Gut Schloss Thierenberg hervor, zu dem die Vorwerke Dulack (nördlich, existiert nicht mehr), Markehnen und Bärholz (nordöstlich, heute entsprechend Krasnowka und Listopadowka) und Auerhof (östlich, existiert nicht mehr) gehörten.
Auf einer Anhöhe nahe der Burg entstand bald nach 1330 die Kirche mit dem für die Backsteingotik im Ordensland charakteristischen Treppengiebelturm.

### Amtsbezirk Thierenberg (1874–1945)
Zwischen 1874 und 1945 war Thierenberg Sitz und namensgebender Ort eines Amtsbezirkes im Landkreis Fischhausen, 1939 bis 1945 Landkreis Samland, im Regierungsbezirk Königsberg der preußischen Provinz Ostpreußen. Anfangs gehörten vier Landgemeinden (LG) und zwei Gutsbezirke (GB) dazu:
| Deutscher Name            | Russischer Name | Bemerkungen                                        |
| ------------------------- | --------------- | -------------------------------------------------- |
| Arissau (LG)              |                 | 1928 in die Landgemeinde Thierenberg eingegliedert |
| Düringswalde (GB)         |                 | 1928 in die Landgemeinde Norgau eingegliedert      |
| Kojehnen (LG)             |                 |                                                    |
| Norgau (LG)               | Medwedewo       |                                                    |
| Thierenberg (LG)          | Dunajewka       |                                                    |
| Thierenberg, Schloss (GB) |                 | wurde 1914 aufgelöst                               |
| ab 1877: Bärholz (GB)     | Listopadowka    | 1928 in die Landgemeinde Thierenberg eingegliedert |
| ab 1884: Markehnen (GB)   | Krasnowka       | 1928 in die Landgemeinde Thierenberg eingegliedert |
| ab 1897: Auerhof (GB)     |                 | 1928 in die Landgemeinde Thierenberg eingegliedert |

Aufgrund der zahlreichen Umstrukturierungen bildeten am 1. Januar 1945 lediglich noch drei Gemeinden den Amtsbezirk Thierenberg: Kojehnen, Norgau und Thierenberg.

### Kirche
Die Thierenberger Kirche stammte aus den Jahren um 1350 und war ein verputzter Ziegelsteinbau mit einer reichen Ausstattung. Die Kanzel aus dem Jahre 1581 gehörte zu den schönsten des Samlandes.
Bereits in vorreformatorischer Zeit war Thierenberg ein Kirchdorf. Bis 1945 gehörte die Pfarrei dann zum evangelischen Kirchenkreis Fischhausen in der Kirchenprovinz Ostpreußen der Kirche der Altpreußischen Union.
Zum Kirchspiel Thierenberg gehörten bis 1945 die Landgemeinden Thierenberg, Arissau, Auerhof (beide nicht mehr existent), Bärholz (russisch: Listopadowka), Kojehnen (nicht mehr existent), Kompehnen (Niwy), Klein Dirschkeim (Dworiki) mit Romehnen (nicht mehr existent), Korwingen (Olchowoje), Streitberg und Lindenberg (beide nicht mehr existent), Drugtehnen (Gussewka), Düringswalde (nicht mehr existent), Kirschappen, Markehnen (Krasnowka) mit Dulack, Norgau (Medwedewo) und Klein Norgau (Ramenskoje, nicht mehr existent), Weidehnen (Schatrowo).